# 蘭迪·紐曼
蘭迪·紐曼（英語：Randy Newman，1943年11月28日—），全名蘭道爾·斯圖亞特·紐曼（Randall Stuart Newman），美國創作歌手、編曲家、作曲家和鋼琴家，以電影配樂及諷刺而幽默的流行歌曲著稱。

## 電影配樂
- 《迷幻演出》（Performance，1970年）
  - 歌曲：〈Gone Dead Train〉
- 《戒煙奇談》（Cold Turkey，1971年）
- 《大時代》（Ragtime，1981年）
- 《天生好手》（The Natural，1984年）
- 《正義三兄弟》（¡Three Amigos!，1986年）
  - 歌曲：〈The Ballad of the Three Amigos〉、〈My Little Buttercup〉、〈Blue Shadows〉
- 《溫馨家族》（Parenthood，1989年）
- 《睡人》（Awakenings，1990年）
- 《適者生存》（Avalon，1990年）
- 《媒體先鋒》（[The Paper，1994年）
- 《超級王牌》（Maverick，1994年）
- 《玩具總動員》（Toy Story，1995年）
- 《飛天巨桃歷險記》（James and the Giant Peach，1996年）
- 《天使不設防》（Michael，1996年）
- 《豆豆秀》（Bean，1997年）
  - 歌曲：〈I love L.A.〉
- 《好萊塢百變貓》（Cats Don't Dance，1997年）
  - 歌曲：〈Danny's Arrival Song〉、〈Little Boat On The Sea〉、〈Animal Jam Session〉、〈Big and Loud〉、〈Tell Me Lies〉、〈Nothing's Gonna Stop Us Now〉
- 《蟲蟲危機》（A Bug's Life，1998年）
- 《我很乖因為我要出國》（Babe: Pig in the City，1998年）
  - 歌曲：〈That'll Do〉，彼得·蓋布瑞爾演唱
- 《歡樂谷》（Pleasantville，1998年）
- 《玩具總動員2》（Toy Story 2，1999年）
- 《門當父不對》（Meet the Parents，2000年）
- 《怪獸電力公司》（Monsters, Inc.，2001年）
- 《奔騰年代》（Seabiscuit，2003年）
- 《門當父不對2：親家路窄》（Meet the Fockers，2004年）
- 《汽車總動員》（Cars，2006年）
- 《愛情達陣》（Leatherheads，2008年）
- 《公主與青蛙》（The Princess and the Frog，2009年）
- 《玩具總動員3》（Toy Story 3，2010年）
- 《怪獸大學》（Monster University，2013年）
- 《玩具總動員4》（Toy Story 4，2019年）

## 外部連結
- RandyNewman.com（页面存档备份，存于）
- 蘭迪·紐曼在互联网电影资料库（IMDb）上的資料（英文）